# Tomas von Brömssen

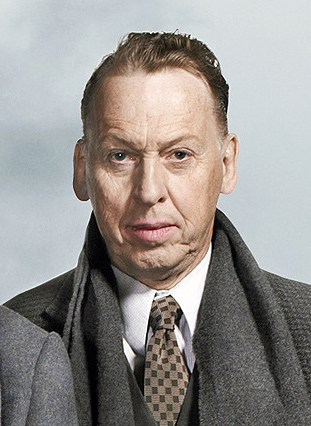
Tomas von Brömssen (2006)

Tomas von Brömssen (* 8. Mai 1943 in Göteborg) ist ein schwedischer Schauspieler.
Er ist der Sohn des Künstlers Birger von Brömssen und seiner Gattin Elvi geb. Tengblad. Brömssen (ursprünglich Bröms) ist eine Adelsfamilie aus Livland. Die Familie wurde 1678 geadelt.

## Filmografie (Auswahl)
- 1970: Den magiska cirkeln
- 1978: Bomsalva
- 1984: Der Mann aus Mallorca
- 1985: Röd snö (TV-serie)
- 1985: Mein Leben als Hund (Mitt liv som hund)
- 1989: 1939
- 1989: Resan till Melonia (röst som Ariel)
- 1989: Vildanden (TV-pjäs)
- 1995: En på miljonen
- 1995: Schön ist die Jugendzeit (Lust och fägring stor)
- 1996: Juloratoriet
- 1997: Adam & Eva
- 1998: Från regnormarnas liv (TV-pjäs)
- 1999: Sofies Welt (Amphibienfilm)
- 2000: Hundhotellet. En mystisk historia (röst som hotellportiern)
- 2005: Saltön (TV-serie)
- 2005: Lovisa och Carl Michael (über Carl Michael Bellman)
- 2017: Nur ein Bankraub (Enkelstöten)